# May Britt (actriz)
May Britt es una actriz y fotógrafa de origen sueco cuyo nombre verdadero es Maybritt Wilkens (nacida el 22 de marzo de 1934, en Lidingö, Suecia), en la década de los 50 tuvo una breve carrera en Italia primeramente y luego en EE. UU. Es famosa por haber protagonizado un comentado enlace matrimonial interracial con el actor y bailarín afroamericano Sammy Davis, Jr. en 1960 en pleno periodo del racismo estadounidense.

## Biografía
Maybritt Wilkens después de estudiar fotografía, trabajó como asistente de fotógrafo para cine, en donde fue descubierta en un casting por los directores de cine italiano Carlo Ponti y Mario Soldati en 1951, en un viaje realizado a Suecia. La belleza, simpatía y especial carisma de Britt fueron los argumentos de la elección. Ellos le ofrecieron un papel en el film Yolanda, la hija del corsario negro.
May Britt como sería conocida profesionalmente, se radicó en Roma, Italia donde trabajó en varios filmes de sus descubridores en la productora Cinecittà Productions hasta 1956. 
Aconsejada y respaldada por Ponti, viajó a Hollywood, EUA, donde fue rápidamente acogida e hizo su primera aparición junto a Marlon Brando en el film The Young Lions en 1958 y El ángel azul, una versión del original interpretado por Marlene Dietrich ese mismo año. 
En 1959, después de un año de matrimonio se separó de su primer marido, Ed Gregson.
Su carrera parecía muy prometedora en los ambientes hollywoodienses hasta que en 1959 conoció y se enamoró del actor y comediante Sammy Davis, Jr. en una comisaría del estudio. Su romance levantó encendidas protestas raciales que frenaron su carrera. 
Previamente se convirtió a la religión que había adoptado Sammy Davis Jr., el judaísmo, ignorando todos los ataques de la prensa; luego y manteniendo una actitud desafiante, contrajo matrimonio con el actor de color, que fue duramente atacado desde los medios de comunicación, el 19 de noviembre de 1960.
Dado el ambiente racista que predominaba en Hollywood, May Britt se retiró del escenario artístico. Su enlace tuvo muchas trabas legales hasta que las leyes racistas fueron derogadas.
El enlace duró 8 años y tuvieron una hija, Tracey, nacida el 5 de julio de 1961, además de adoptar dos niños afroamericanos, el 4 de junio de 1963, Mark Sidney de tres años, y Jeff, de cuatro meses. Todo iba bien hasta que tuvo conocimiento de que su esposo Sammy Davis Jr. tenía un romance oculto con una actriz llamada Lola Falana. En 1968 Britt pidió el divorcio a pesar de los ruegos del actor.
Intentó retomar su carrera actoral, pero no pudo alcanzar el nivel que tenía a comienzos de los años 60, apareciendo en 1977 en el film Haunts y en pequeñas series de TV.
Contrajo matrimonio con Lennart Ringquist y se dedicó a la pintura. El 20 de enero de 2017 quedó viuda.